# Успеновка (Івановський район)
Успеновка (рос. Успеновка) — село у Івановському районі Амурської області Російської Федерації. Розташоване на території українського історичного та етнічного краю Зелений Клин.
Входить до складу муніципального утворення Івановська сільрада. Населення становить 363 особи (2018).

## Історія
У 1926-1930 роках належало до Івановського району Амурської округи Далекосхідного краю, що належав до районів часткової українізації, в якому мало бути забезпечено обслуговування українського населення його рідною мовою шляхом створення спеціяльних перекладових бюро при виконкомі та господарських організаціях. З 20 жовтня 1932 року ввійшло до складу новоутвореної Амурської області.
З червня 2008 року органом місцевого самоврядкування є Івановська сільрада.

## Населення
| 2002 | 2010 | 2012 | 2013 | 2014 | 2015 | 2016 |
| ---- | ---- | ---- | ---- | ---- | ---- | ---- |
| 441  | ↘432 | ↗433 | ↘402 | ↘388 | ↘379 | ↘375 |
| 2017 | 2018 |      |      |      |      |      |
| ↘369 | ↘363 |      |      |      |      |      |